# Vladimir Albitski
Vladimir Aleksandrovitch Albitski (en russe : Владимир Александрович Альбицкий) (16 juin 1891 – 15 juin 1952) était un astronome soviétique/russe. Dans la littérature, il est parfois crédité W.A. Albizkij, d'après la transcription allemande. Ses découvertes d'astéroïdes sont créditées sous le nom V. Albitskij par le Centre des planètes mineures.

## Biographie
Il arriva à l'observatoire de Simeïz (Симеиз) en Crimée en 1922, travaillant avec G. A. Shajn et G. N. Neujmin. Ici, il étudie les vitesses radiales de plusieurs étoiles.
Il découvrit 10 astéroïdes.
L'astéroïde (1783) Albitskij a été nommé en son honneur.
| (1002) Olbersia    | 15 août 1923      |
| (1007) Pawlowia    | 5 octobre 1923    |
| (1022) Olympiada   | 23 juin 1924      |
| (1028) Lydina      | 6 novembre 1923   |
| (1030) Vitja       | 25 mai 1924       |
| (1034) Mozartia    | 7 septembre 1924  |
| (1059) Mussorgskia | 19 juillet 1925   |
| (1071) Brita       | 3 mars 1924       |
| (1283) Komsomolia  | 25 septembre 1925 |
| (1330) Spiridonia  | 17 février 1925   |